# Ciclismo en los Juegos Olímpicos de París 2024 – Madison femenino
La prueba de ciclismo en pista de madison femenino en los Juegos Olímpicos de París se llevó a cabo en París, Francia desde el 9 de agosto de 2024 en el Velódromo de Saint-Quentin-en-Yvelines de la ciudad de París.

## Formato de competición
La prueba de Madison en ciclismo de pista es una emocionante competencia de 30 minutos donde dos ciclistas por equipo compiten en un velódromo. Durante la carrera, los equipos acumulan puntos en sprints intermedios, que se realizan a intervalos regulares. Los ciclistas pueden intercambiar posiciones en cualquier momento, lo que añade un elemento estratégico crucial. Al final, el equipo con más puntos es declarado ganador. Esta disciplina destaca por su velocidad, resistencia y la necesidad de una comunicación efectiva entre los miembros del equipo, convirtiéndola en una de las pruebas más dinámicas del ciclismo olímpico.

## Horario
Todos los horarios están en UTC tiempo de Francia (+1 GMT)
| Fecha                       | Tiempo | Evento  |
| --------------------------- | ------ | ------- |
| Sábado 10 de agosto de 2024 | 11:09  | Finales |

## Resultados

### Finales
- Los resultados finalizaron de la siguiente forma:[4]

| Posición | País           | Ciclistas                         | Puntos totales |
| -------- | -------------- | --------------------------------- | -------------- |
|          | Italia         | Chiara Consonni Vittoria Guazzini | 37             |
|          | Reino Unido    | Elinor Barker Neah Evans          | 31             |
|          | Países Bajos   | Maike van der Duin Lisa Van Belle | 28             |
| 4.º      | Estados Unidos | Jennifer Valente Lily Williams    | 18             |
| 5.º      | Francia        | Marion Borras Clara Copponi       | 17             |
| 6.º      | Dinamarca      | Amalie Dideriksen Julie Leth      | 16             |
| 7.º      | Polonia        | Daria Pikulik Wiktoria Pikulik    | 14             |
| 8.º      | Nueva Zelanda  | Bryony Botha Emily Shearman       | 7              |
| 9.º      | Australia      | Georgia Baker Alexandra Manly     | 6              |
| 10.º     | Bélgica        | Katrijn De Clercq Hélène Hesters  | 5              |